# Barahachhetra
Barahachhetra – gaun wikas samiti we wschodniej części Nepalu w strefie Kośi w dystrykcie Sunsari. Według nepalskiego spisu powszechnego z 2001 roku liczył on 2434 gospodarstw domowych i 11236 mieszkańców (5685 kobiet i 5551 mężczyzn).